# ブランシュ・オシュデ・モネ

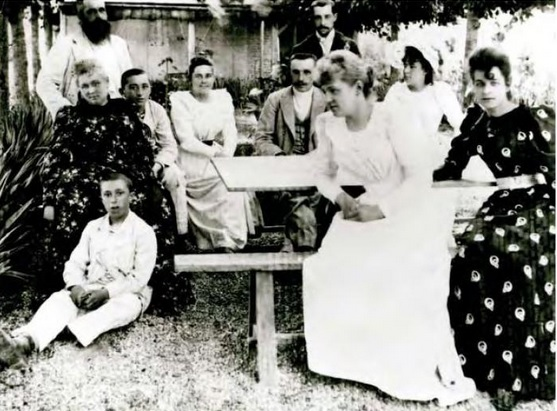
1880年のモネとオシュデの家族、左端がクロードモネ、後列中央の2人がブランシュとジャン・モネ

ブランシュ・オシュデ・モネ（Blanche Hoschedé Monet、1865年11月12日 - 1947年12月10日）は、フランスの画家である。有名な印象派の画家クロード・モネのパトロンだったエルネスト・オシュデ夫妻の娘で、父親とモネの先妻が亡くなった後、母親のアリス・オシュデがクロード・モネの後妻になったので、義理の娘になり、1897年にモネと先妻の間の長男で、化学技師のジャン・モネ（Jean Monet: 1867年 - 1914年）と結婚した。

## 略歴
パリで、デパートを経営する実業家で、美術蒐集家のエルネスト・オシュデの2男、4女の兄弟の次女に生まれた。1874年頃から父親はモネのパトロンとなった。1877年にエルネスト・オシュデの仕事が失敗し、母親とブランシュを含む6人の子供は、モネの邸に、病気がちの先妻と先妻の2人の息子ともに同居した。1879年にモネの先妻が亡くなった後も、同居は続き、1883年にモネとこの家族はジヴェルニーに移った。この頃からブランシュは何度か、モネの絵のモデルになり、モネの助手として働くようになった。

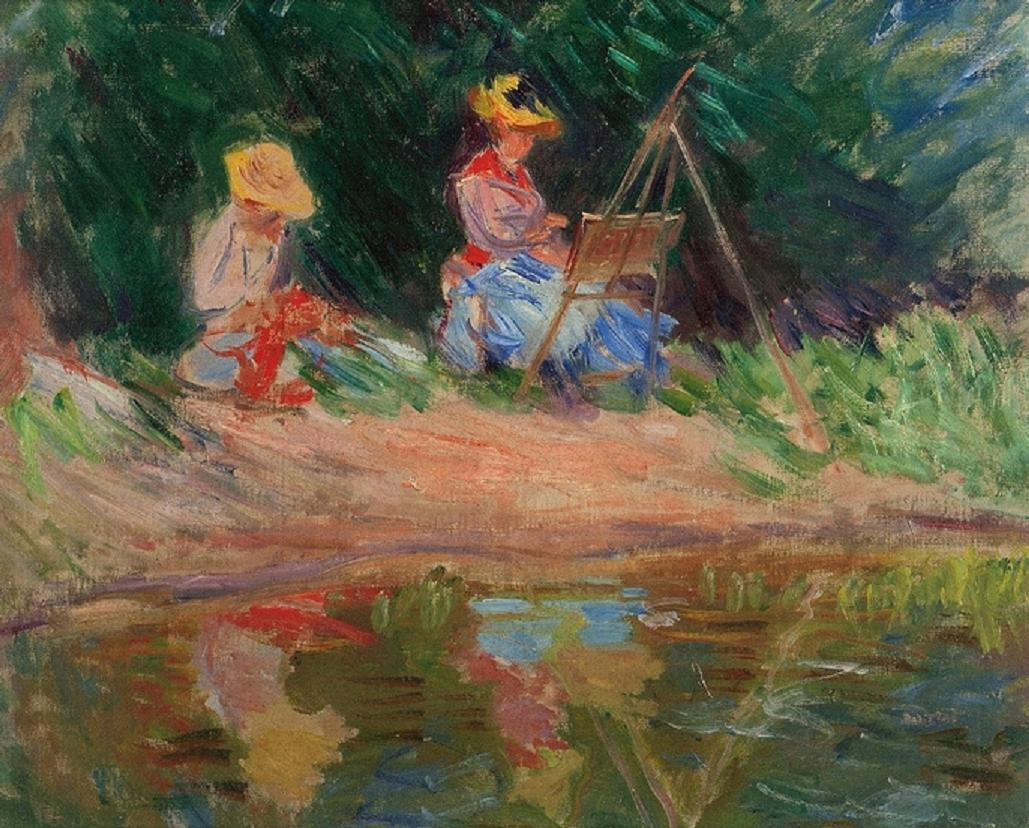
クロード・モネが描いた絵を描くブランシュ

ジヴェルニーにはアメリカからの画家たちが集まるようになり、1887年から、ジヴェルニーで活動したアメリア人画家ジョン・レスリー・ブレックとの間に恋愛感情があったともされるが、モネに反対されてブレックは1890年に帰国した。1891年に実父、エルネスト・オシュデが亡くなった後、1892年に母親とモネは正式な夫婦になった。1892年に妹のスザンヌ・オシュデ(1868–1899)はアメリカ人画家、セオドア・アール・バトラーと結婚した。1899年にスザンヌが亡くなった後、バトラーは姉のマルト(1864-1925）と再婚した。1897年にブランシュはモネと先妻の間の長男、ジャン・モネと結婚した。ジャン・モネはクロード・モネの兄、レオン・モネ(Léon Monet: 1836-1917)が経営する染色工場で化学者として働いていた。夫妻はルーアンやボーモン＝ル＝ロジェで暮らした。結婚後も絵を描き続け、パリのアンデパンダン展に出展し、1907年からはルーアンの地元の展覧会に出展した。
1911年に母親が亡くなり、1914年に夫が亡くなった後はジヴェルニーに戻り、絵を描くのを止めてクロード・モネの世話をすることになった。1926年にモネが亡くなった後、絵を描くのを再開し、クロード・モネの友人であった政治家のジョルジュ・クレマンソーを訪ねて肖像画を描いたり、フランス各地やイタリアを旅して風景画も描いた。
ジヴェルニーのモネの邸の保全に努め、1947年にジヴェルニーで亡くなった。

## 作品

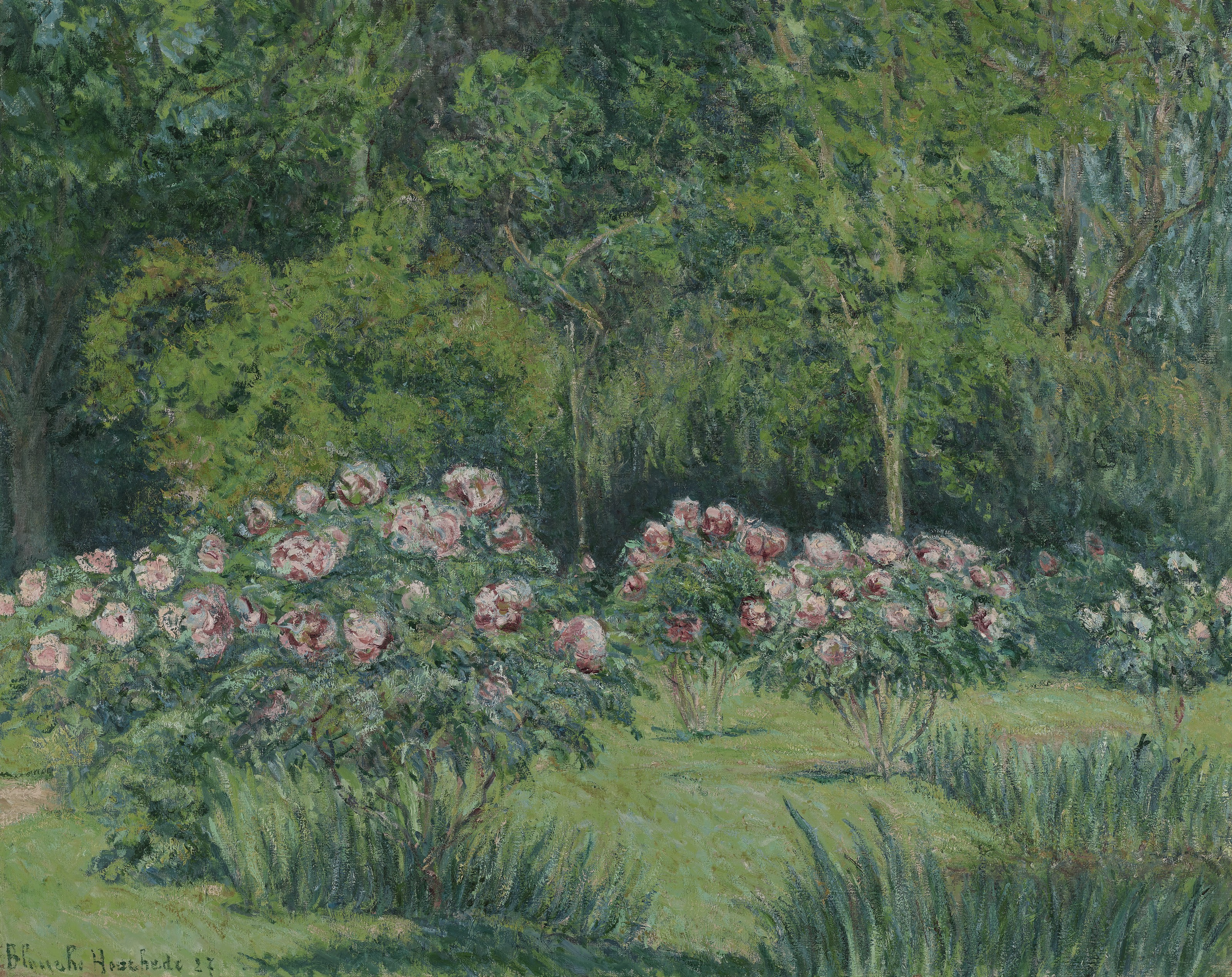
ジヴェルニーの庭
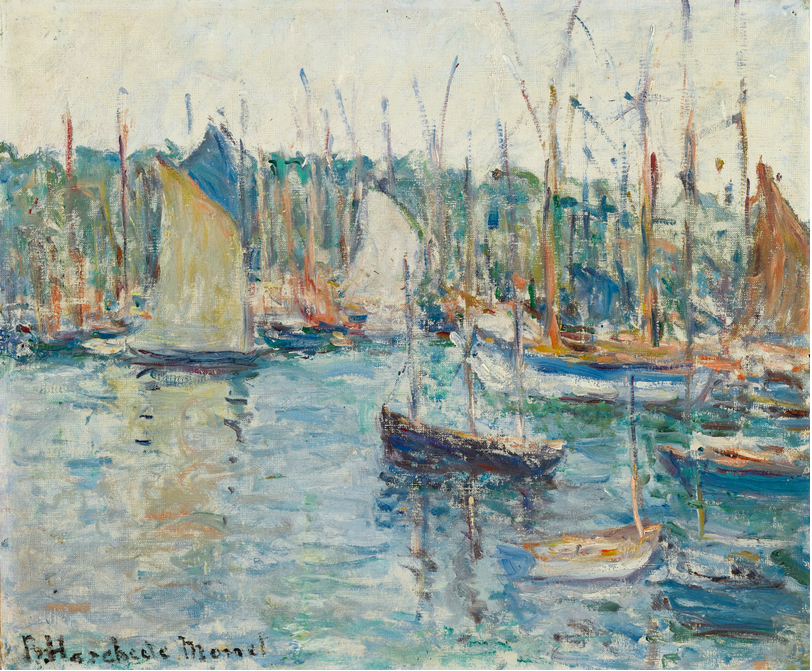
港のボート
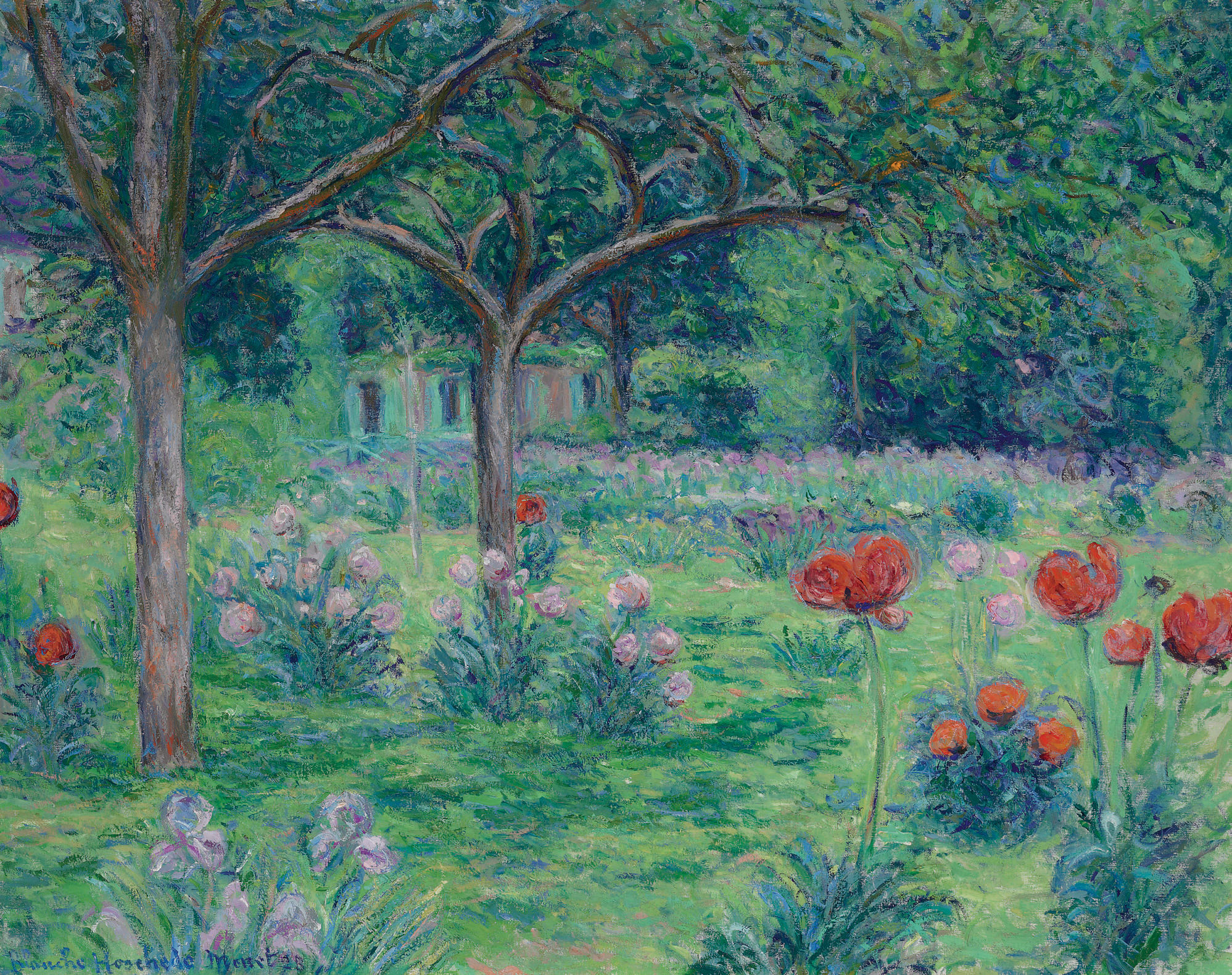
ジヴェルニーのモネの庭